# نزهة الارواح و روضة الافراح
تاريخ الحكماء قبل ظهور الإسلام و بعده یا نزهة الارواح و روضة الافراح کتابی عربی اثر شمس‌الدین شهرزوری در تاریخ فلسفه است. اطلاعات موجود در این کتاب دربارهٔ شهاب‌الدین یحیی سهروردی به علت قرابت زمان نگارش کتاب و زمان زندگی سهروردی اهمیت زیادی دارند. این کتاب در اوایل قرن یازدهم هجری قمری به دستور جهانگیر گورکانی توسط مقصودعلی تبریزی به فارسی برگردانده شد.

## پانوشت‌ها
1. ↑  «كتاب «نزهة الارواح و روضة الافراح» منتشر شد». خبرگزاری بین‌المللی قرآن.